# Chiesa della Santissima Annunziata (Rocchetta e Croce)
La chiesa della Santissima Annunziata è una chiesa di Rocchetta e Croce.

## Storia e descrizione
La chiesa venne edificata nel XV secolo.
Esternamente si presenta con una facciata a due ordini: in quello inferiore è posto il portale d'ingresso incorniciato da lesene e sormontato da un affresco dell'Annunciazione. Internamente la chiesa, che copre un'area di circa 250 m², è a navata unica con volta a botte. Alle spalle dell'altare maggiore è posto l'affresco risalente al XVIII secolo, raffigurante la Madonna dell'Annunziata, da cui la chiesa prende il nome. Il cornicione interno riporta la scritta "Ecce tabernaculum dei cum hominibus".